# Aeropuerto de Punta Gorda
El Aeropuerto de Punta Gorda  (en inglés: Punta Gorda Airport) (IATA: PND) es un aeropuerto que sirve a Punta Gorda, una ciudad en el distrito de Toledo, en el sur del país centroamericano de Belice.
El aeropuerto es principalmente una pista de aterrizaje utilizada temporalmente por las Fuerzas de Defensa de Belice (Aviación).
El aeropuerto tiene una pista que posee unos 700 metros (2.297 pies) de largo. Las compañías Maya Island Air y Tropic Air ofrecen vuelos al Aeropuerto internacional de Belice, al municipal de Belice, Dangriga y Placencia.